# MSC Divina

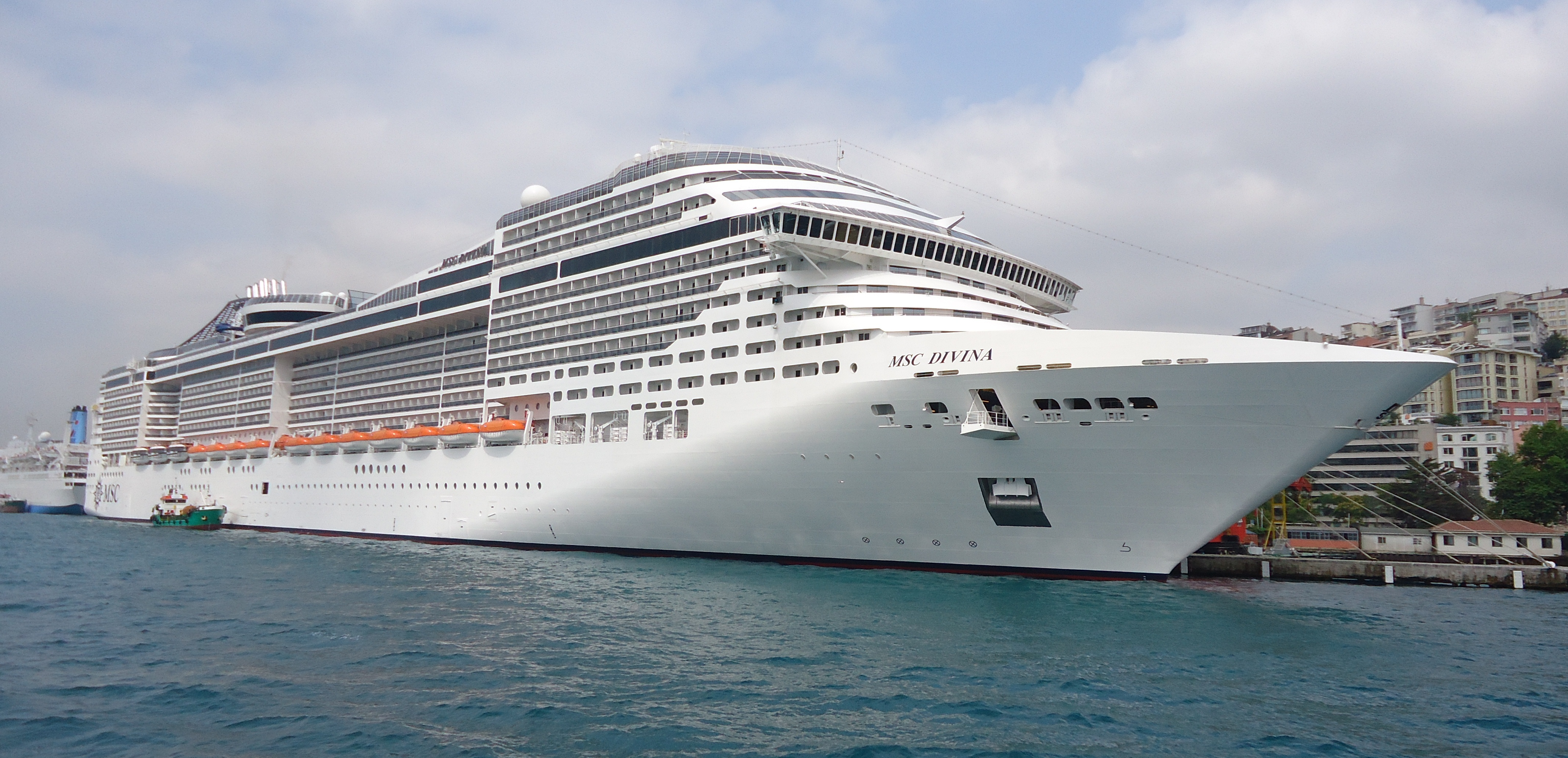
MSC Divina в Стамбулі, Туреччина

MSC Divina — круїзний корабель, що належить і управляється компанією MSC Cruises. Він був побудований з 2010 по 2012 будучи спочатку названий MSC Fantastica на стадії будівництва. Компанія перейменувала його вже на завершення в честь актриси Софі Лорен. «Дивина» є третім кораблем з чотирьох круїзних суден Fantasia-класу, що побудований після MSC Splendida і MSC Fantasia, після якого збудовано MSC PREZIOSA. «Дивина» та Preziosa є більшими, ніж попередні кораблі того ж класу. Це дванадцятий корабель круїзного флоту MSC, що важить, як і Preziosa, 139 400 тонн. Місткістю на 4 363 пасажирів в 1751 каютах, з екіпажем 1325 працівників. Він увійшов в експлуатацію в травні 2012 року. А його близнюк Preziosa — у березні 2013 року. Divina здійснює круїзи в Карибському басейні і Середземному морі.